# One (Hillsong United)
One è il primo lavoro discografico degli Hillsong United. Si tratta di un EP contenente quattro singoli che erano stati scritti per il Summer Cump del 1998, l'annuale conferenza pentecostale giovanile dell'Hillsong Church. Questo EP, non più in stampa, non va confuso con l'omonimo album degli Youth Alive.

## Tracce[1]
1. My Redeemer Lives (Reuben Morgan) – 3:38
2. Hear Our Praises (Reuben Morgan) – 5:40
3. Your Unfailing Love (Reuben Morgan) – 4:56
4. My Heart Will Trust (Reuben Morgan) – 3:29